# 예리코
예리코(영어: Jericho, 아랍어: أريحا (/ʔaˈriːħaː/, 아리하)[*])는 요르단강 서안에 있는 BC 9600년경부터 있었던 것으로 추정되는 세계에서 가장 오래된 도시 가운데 하나이다. 행정 구역상으로는 팔레스타인 요르단강 서안 지구에 속하며 예리코주의 주도이기도 하다.

## 세부 사항

### 지역
성경 속 이름은 예리고(여리고)이며 현지 아랍인들은 아리하라고 부른다. 예루살렘 북동쪽 36km, 요르단강과 사해가 합류하는 북서쪽 15km 지점에 있으며 지중해 해면보다 250m나 낮다. 즉, 예루살렘은 해발 750m에 있고 여리고는 바다면보다 250m 낮은 지점에 위치해 있어 두 곳의 고저차는 1,000m나 된다. 따라서 예루살렘에서 출발해 여리고에 이르는 길은 내려만 가는 비탈길이다. 각종 과실수(특히 종려나무)가 우거진 오아시스로, 예로부터 종려나무 성이라 불러왔다. 본래 요르단 영토인 예리코는 1967년 6일 전쟁 때 이스라엘군이 점령한 후 줄곧 이스라엘이 장악하고 있다.

### 실제 역사와 성경 기록

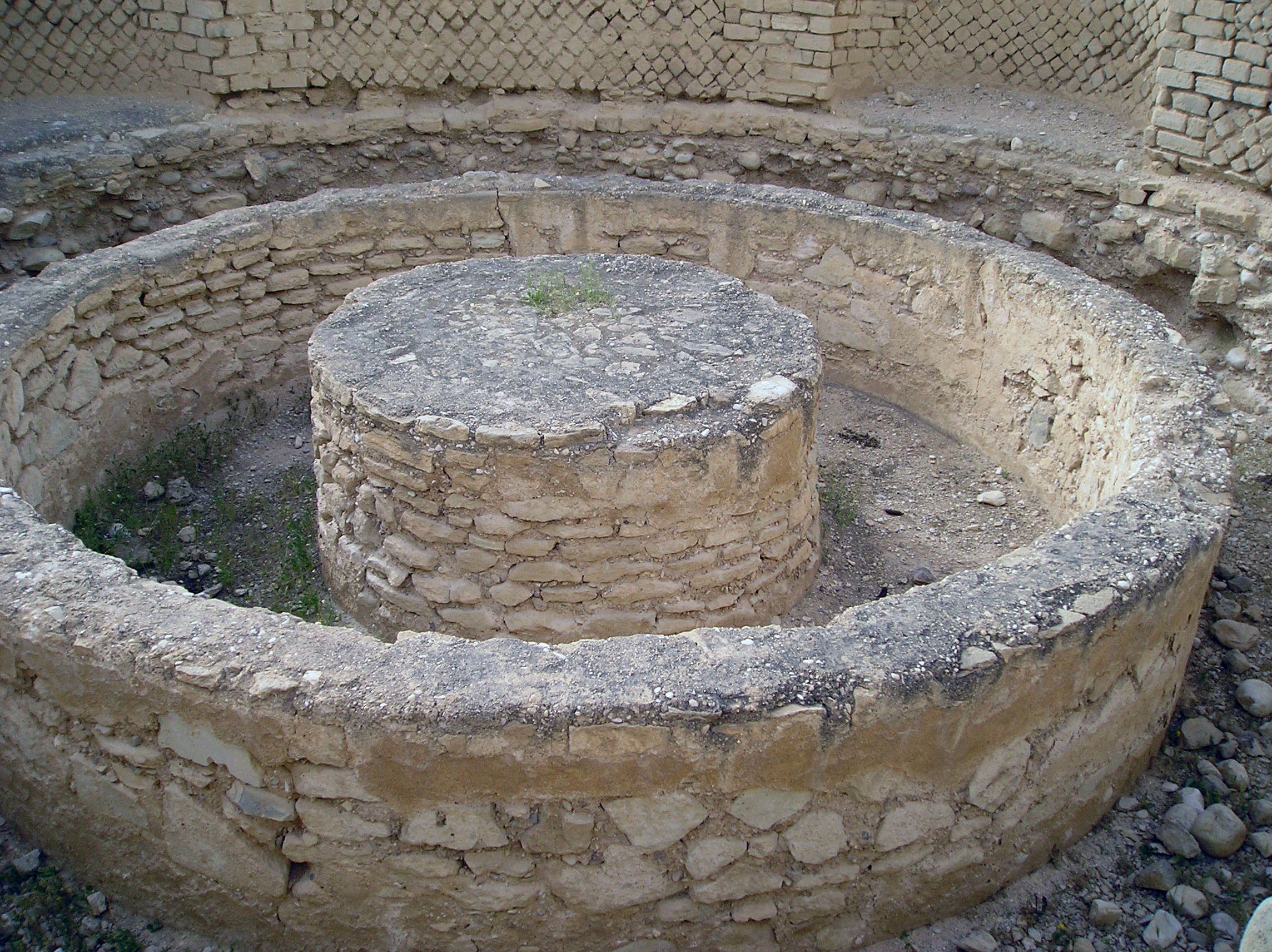
헤로데 대왕 궁전의 유물

중기 청동기 시대의 여리고는 기원전 1500년경 즘에 지진 또는 이집트의 군사적 원정이나 이집트에서 다시 가나안으로 이주한 힉소스인들에 의해 파괴되었을 것으로 추정된다. 탄소 연대 측정 결과는 기원전 16세기를 파괴 시기로 제시하지만, 대부분의 고고학자들은 해당 파괴가 이집트 제18왕조의 파라오 아흐모세 1세(기원전 16세기) 또는 예리코 북서쪽의 묘지에서 스카라베가 발견된 투트모세 3세(기원전 15세기)의 군사 원정으로 인함이었을 것으로 추정한다. 참고로, 예리코의 북서쪽 묘지에서는 하트셉수트, 투트모세 3세, 아멘호테프 3세의 스카라베가 발견되었다.
가장 최근인 2020년의 로렌조 나이그로 박사의 연구결과에 따르면, 역사적으로 여리고는 이러한 파괴 이후에도 재점유되었다고 한다. 나이그로 박사에 따르면, 텔(tell)의 여러 부분에서 후기 청동기 시대 II 층(기원전 1400-1200년)을 발견했지만, 철기 시대(기원전 1200-586년)의 평탄화 작업으로 인해 최상층이 많이 절단되었다고 한다. 나이그로 박사는 이가 예리코의 이 시기의 유적과 흔적의 희소성을 설명한다고 한다.
구약성경에 의하면 BC 15-14세기 또는 13세기경 여호수아가 이끄는 이스라엘군의 공격으로 예리코성이 함락되었다(여호수아 6장)고 한다.
신약시대의 예리코는 구약시대의 예리코보다 남쪽 6km쯤에 있는 툴룰·아브엘 알라이크라고 부르는 폐허이다. 이 곳은 헤로데 대왕의 겨울궁전이 있던 곳이며, 세리장 삭개오의 회심과 구원(루가 19장)이 이루어진 곳이라고 한다.

## 유적
현재의 예리코는 비잔틴 시대의 터 위에 재건되었으며, 옛 예리코는 텔 에스술탄으로 20세기 초에 발굴되었다고 한다.

### 생활 방식
방사성 탄소 연대 측정에 의해 BC 9000년경으로 측정된 먼 옛날에 중석기의 수렵민들이 찾아왔으며, 그들의 후손이 오랜 기간에 걸쳐 정착한 흔적들이 발견되었다. BC 8000년경에는 주민들이 마을 주위에 거대한 돌로 벽을 두르거나, 적어도 어느 한 곳을 견고하게 하기 위해 거대한 돌탑을 세울 수 있을 정도의 조직된 공동체로 발전해 있었다. 성벽으로 둘러싸여 있던 마을은 도시라는 용어에 걸맞게 규모가 컸으며, 주민은 약 2,000~3,000명에 이른 듯하다. 이 1,000년 동안에 생활방식은 수렵생활에서 완전한 정착생활로 발전되어 있었다. 이러한 사실들로 농업이 발달했으리라고 짐작할 수 있으며, 재배종의 밀과 보리의 낱알들이 발견됨으로써 농업 발달의 증거를 제공하는 장소의 하나가 되었다. 충분한 경작지를 마련하기 위해서 반드시 관개시설을 고안했을 것이라고 생각한다. 이 팔레스타인 최초의 신석기 문화는 순전히 독자적으로 발전한 토착 문화였다고 한다.

### 엘리사의 샘
수량이 풍부한 샘이이며, 물이 귀한 이스라엘에서 큰 샘 중의 하나다. 분당 4,000l 이상의 물이 솟아나는 샘이다. 구약시대 예언자였던 엘리사가 이 샘의 수질을 좋게 변화시켰다는 전승에서 유래된 이름이다.

## 기후
| Jericho의 기후              | Jericho의 기후 | Jericho의 기후 | Jericho의 기후 | Jericho의 기후 | Jericho의 기후 | Jericho의 기후 | Jericho의 기후 | Jericho의 기후 | Jericho의 기후 | Jericho의 기후 | Jericho의 기후 | Jericho의 기후 | Jericho의 기후 |
| 월                          | 1월            | 2월            | 3월            | 4월            | 5월            | 6월            | 7월            | 8월            | 9월            | 10월           | 11월           | 12월           | 연간           |
| --------------------------- | -------------- | -------------- | -------------- | -------------- | -------------- | -------------- | -------------- | -------------- | -------------- | -------------- | -------------- | -------------- | -------------- |
| 일평균 최고 기온 °C (°F)    | 19.0 (66.2)    | 20.6 (69.1)    | 24.4 (75.9)    | 29.5 (85.1)    | 34.4 (93.9)    | 37.0 (98.6)    | 38.6 (101.5)   | 37.9 (100.2)   | 35.8 (96.4)    | 32.7 (90.9)    | 28.1 (82.6)    | 21.4 (70.5)    | 30.0 (86.0)    |
| 일일 평균 기온 °C (°F)      | 10.7 (51.3)    | 12.6 (54.7)    | 16.3 (61.3)    | 22.4 (72.3)    | 26.6 (79.9)    | 30.4 (86.7)    | 30.9 (87.6)    | 30.4 (86.7)    | 28.6 (83.5)    | 25.8 (78.4)    | 22.8 (73.0)    | 16.9 (62.4)    | 22.9 (73.2)    |
| 일평균 최저 기온 °C (°F)    | 4.4 (39.9)     | 5.9 (42.6)     | 9.6 (49.3)     | 13.6 (56.5)    | 18.2 (64.8)    | 20.2 (68.4)    | 21.9 (71.4)    | 21.1 (70.0)    | 20.5 (68.9)    | 17.6 (63.7)    | 16.6 (61.9)    | 11.6 (52.9)    | 15.1 (59.2)    |
| 평균 강수량 mm (인치)       | 59 (2.3)       | 44 (1.7)       | 20 (0.8)       | 4 (0.2)        | 1 (0.0)        | 0 (0)          | 0 (0)          | 1 (0.0)        | 2 (0.1)        | 3 (0.1)        | 5 (0.2)        | 65 (2.6)       | 204 (8.0)      |
| 평균 상대 습도 (%)          | 77             | 81             | 74             | 62             | 49             | 50             | 51             | 57             | 52             | 56             | 54             | 74             | 61             |
| 평균 월간 일조시간          | 189.1          | 186.5          | 244.9          | 288.0          | 362.7          | 393.0          | 418.5          | 396.8          | 336.0          | 294.5          | 249.0          | 207.7          | 3,566.7        |
| 평균 일일 일조시간          | 6.1            | 6.6            | 7.9            | 9.6            | 11.7           | 13.1           | 13.5           | 12.8           | 11.2           | 9.5            | 8.3            | 6.7            | 9.8            |
| 출처: Arab Meteorology Book |                |                |                |                |                |                |                |                |                |                |                |                |                |

## 같이 보기
- 예리코 전투